# Sacquenay
Sacquenay és un municipi francès, situat al departament de la Costa d'Or i a la regió de Borgonya - Franc Comtat. L'any 2007 tenia 261 habitants.

## Demografia

### Població
El 2007 la població de fet de Sacquenay era de 261 persones. Hi havia 124 famílies, de les quals 40 eren unipersonals (16 homes vivint sols i 24 dones vivint soles), 40 parelles sense fills, 24 parelles amb fills i 20 famílies monoparentals amb fills.
La població ha evolucionat segons el següent gràfic:
Habitants censats

### Habitatges
El 2007 hi havia 174 habitatges, 119 eren l'habitatge principal de la família, 26 eren segones residències i 28 estaven desocupats. 170 eren cases i 2 eren apartaments. Dels 119 habitatges principals, 100 estaven ocupats pels seus propietaris, 15 estaven llogats i ocupats pels llogaters i 4 estaven cedits a títol gratuït; 2 tenien dues cambres, 16 en tenien tres, 34 en tenien quatre i 68 en tenien cinc o més. 94 habitatges disposaven pel capbaix d'una plaça de pàrquing. A 65 habitatges hi havia un automòbil i a 45 n'hi havia dos o més.

### Piràmide de població
La piràmide de població per edats i sexe el 2009 era:
| Homes | Edats   | Dones |
| ----- | ------- | ----- |
| 0     | 95 o +  | 0     |
| 4     | 90 a 94 | 0     |
| 0     | 85 a 89 | 8     |
| 4     | 80 a 84 | 4     |
| 8     | 75 a 79 | 12    |
| 8     | 70 a 74 | 16    |
| 8     | 65 a 69 | 4     |
| 0     | 60 a 64 | 8     |
| 4     | 55 a 59 | 4     |
| 8     | 50 a 54 | 12    |
| 12    | 45 a 49 | 4     |
| 8     | 40 a 44 | 8     |
| 4     | 35 a 39 | 8     |
| 12    | 30 a 34 | 8     |
| 20    | 25 a 29 | 4     |
| 16    | 20 a 24 | 12    |
| 4     | 15 a 19 | 4     |
| 8     | 10 a 14 | 8     |
| 4     | 5 a 9   | 4     |
| 4     | 0 a 4   | 4     |

## Economia
El 2007 la població en edat de treballar era de 159 persones, 120 eren actives i 39 eren inactives. De les 120 persones actives 111 estaven ocupades (62 homes i 49 dones) i 9 estaven aturades (2 homes i 7 dones). De les 39 persones inactives 18 estaven jubilades, 6 estaven estudiant i 15 estaven classificades com a «altres inactius».

### Ingressos
El 2009 a Sacquenay hi havia 122 unitats fiscals que integraven 270 persones, la mediana anual d'ingressos fiscals per persona era de 22.709 €.

### Activitats econòmiques
Dels 18 establiments que hi havia el 2007, 2 eren d'empreses alimentàries, 1 d'una empresa de fabricació d'altres productes industrials, 2 d'empreses de construcció, 7 d'empreses de comerç i reparació d'automòbils, 1 d'una empresa de transport, 2 d'empreses d'hostatgeria i restauració, 1 d'una empresa financera, 1 d'una empresa immobiliària i 1 d'una entitat de l'administració pública.
Dels 4 establiments de servei als particulars que hi havia el 2009, 1 era un taller de reparació d'automòbils i de material agrícola, 1 fusteria, 1 electricista i 1 restaurant.
Dels 4 establiments comercials que hi havia el 2009, 3 eren fleques i 1 una botiga d'electrodomèstics.
L'any 2000 a Sacquenay hi havia 20 explotacions agrícoles que ocupaven un total de 2.032 hectàrees.

## Equipaments sanitaris i escolars
El 2009 hi havia una escola elemental integrada dins d'un grup escolar amb les comunes properes formant una escola dispersa.

## Poblacions més properes
El següent diagrama mostra les poblacions més properes.